# 井上政久
井上 政久（いのうえ まさひさ、1946年 - ）は、日本の数学者。元青山学院大学教授。専門は代数幾何学。解析曲面の第７クラスの研究の先鞭をつけた。

## 略歴
1946年生まれ、理学博士(指導教員は、小平邦彦)。東京大学卒、1971年 東京大学大学院修士課程修了、1972年 青山学院大学理工学部 専任講師、1976年 同 助教授、1995年 同 教授。

小平邦彦の弟子で、解析曲面の第７クラスの研究が評価され、バンクーバーで開催された1974年の万国数学者会議で唯一の日本人招待講演者となった
。

## 職歴
- 1972年 青山学院大学理工学部専任講師
- 1976年 同 助教授
- 1995年 同 教授

## 受賞および講演歴
- 1974年 ICM 1974 Vancouver 招待講演[4]